# Save the Day
Save The Day — сингл австралийской рок-группы The Living End с одноимённого альбома. Заглавная песня достигла десятого места в австралийском чарте Triple J Hottest 100 в 1998 году.

## Композиции
Музыка и тексты песен Криса Чини.
| №                   | Название            | Длительность |
| ------------------- | ------------------- | ------------ |
| 1.                  | «Save The Day»      | 2:55         |
| 2.                  | «Lone Ranger»       | 2:50         |
| 3.                  | «Mr.Businessman»    | 3:19         |
| Общая длительность: | Общая длительность: | 9:04         |

## Участники записи
- Крис Чини — гитры и вокал
- Скотт Оуэн — контрабас и бэк-вокал
- Трэвис Дэмзи — барабаны и бэк-вокал

## Позиции в чартах
| Чарты (1998)                  | Высшая позиция |
| ----------------------------- | -------------- |
| Australian ARIA Singles Chart | 22             |
| Triple J Hottest 100          | 10             |

## Сертификация
| Регион    | Организация | Сертификация |
| --------- | ----------- | ------------ |
| Австралия | ARIA        | Gold         |